# Вулиця 16 Липня (Рівне)
Вулиця 16 липня — одна з вулиць у центральній частині міста Рівне. Названа на честь прийняття Декларації про державний суверенітет України 16 липня 1990 року.

Колона Божої Матері на вулиці 16 Липня неподалік вулиці Соборної

Вулиця 16 липня починається від вулиці Соборної, біля колони на честь Божої Матері та пролягає на південь, перетинаючи вулицю Драгоманова та, виходячи до вулиці Степана Бандери, впирається в будинок музичного училища.
На вулиці розташовані Рівненський обласний клінічний лікувально-діагностичний центр ім. В. Поліщука, Рівненська міська прокуратура та Рівненська обласна прокуратура, Управління ДМС у Рівненській області, Рівненська дирекція залізничних перевезень Львівської залізниці та, можливо, один з найстаріших житлових будинків Рівного за адресою: вул. 16 Липня, 59.